# Ricardo (stripfiguur)
Ricardo is een stripfiguur in de Vlaamse stripserie De avonturen van Nero & Co, getekend door Marc Sleen. Ricardo vervult de rol van slechterik in de strip. Hoewel de rol van de meeste schurken in de Nero-strips beperkt blijft tot één verhaal, komt Ricardo in vele verhalen terug. Vooral in de latere reeks van Neroverhalen is hij veelvuldig te zien. In 1987 verscheen een Neroverhaal waar Ricardo centraal stond: "Het Jaar van Ricardo".

## Achtergrond
Ricardo is geboren op Malta, hoewel soms beweerd wordt dat hij uit Sicilië of Corsica afkomstig is. Hij is een typische gangster en maffialid, met sterke Italiaanse trekken. Meestal wil hij Nero geld aftroggelen of zich op hem wreken. Ricardo ontsnapt vaak uit de gevangenis, soms zelfs 24 uur nadat men hem had opgesloten. Ricardo gebruikt vaak zijn revolver om zich te verweren, al mist hij geregeld doel of doorboort enkel het hoofddeksel van zijn achtervolger. Toch verwondt hij soms ook zijn tegenstanders. In "Het Spook van Zoetendaal" (1979-1980) verwondt hij Tuizentfloot en in "Het Jaar van Ricardo" (1987) Jan Spier, maar het blijkt slechts een schampschot te zijn. Ricardo vermoordt ook af en toe mensen in koelen bloede. In De Vliegende Handschoen (1957) schiet hij zijn handlanger Alfredo met één schot dood. In "De Kakelende Kaketoe" (1970) schiet hij de kapitein van een gehuurde schoener dood.
Ricardo blijkt in "Het Jaar van Ricardo" (1987) José Happart te kennen. Hij doet hem in ieder geval de groeten in strook 141. In "De Drie Wrekers" (1992) drinkt hij van het Matsuokabier en waant zich Saddam Hoessein. Ricardo's blijkt van meerdere criminele organisaties lid te zijn: in "De Hond van Pavlov" (1994) vernemen we in strook 44 dat hij lid is van het Medellínkartel en ook de Bende van de Miljardair (een echt bestaand vrouwenhandelnetwerk dat opereert vanuit enkele nachtclubs in Rotterdam en vertakkingen heeft in onder meer Gent en Antwerpen).

## Uiterlijk
Ricardo heeft een kromme neus, zwarte krulsnor en is vrij gezet. Meestal draagt hij een bruin pak met bijpassende hoed. In de albums valt verder op dat Ricardo meestal van opzij getekend wordt, waardoor men telkens slechts een van zijn ogen ziet.

## Debuut en verschijningen in de reeks
Ricardo maakte zijn debuut in het album De IJzeren Kolonel (1957) waar hij samen met zijn handlanger Alfredo het fortuin van de IJzeren Kolonel tracht te stelen. Dit mislukt en het tweetal belandt in de cel. Wanneer ze in De Vliegende Handschoen (1957) weer vrijkomen wil Alfredo zijn leven beteren, maar Ricardo ziet dit niet zitten en schiet hem koelbloedig dood. In hetzelfde album steelt Ricardo Nero's apparatuur om de Vliegende Handschoen te bedienen en berooft zo allerlei banken. Zijn eerstvolgende optreden maakt hij in De Spekschieter (1964) waarin hij Tuizentfloot's erfenis steelt en vlucht naar een Italiaans eiland. In "De Gouden Kabouter" (1968) werkt hij opnieuw met handlangers, Juul en John, om een gouden kabouter te stelen en dit goud om te smelten. Aan het einde van het album belandt hij zelf in het gesmolten goud.
Hij blijkt weer gezond te zijn in "De Kakelende Kaketoe" (1970) waarin hij Nero's voornaamste concurrent vormt tijdens een schattenjacht. In "De Verdwenen Ming" (1975) steelt hij samen met handlanger Sylvio de Mingvaas waar Nero in opgesloten zit. Samen met Alfredo (die blijkbaar herrezen is of een tweelingbroer is van de eerste Alfredo) steelt hij in "De V-Machine" (1979) de gelijknamige machine in opdracht van een rijke, oude man. In "Het Spook van Zoetendaal" (1979-1980) vermomt Ricardo zich als spook om losgeld te kunnen eisen. Hij werkt opnieuw samen met Alfredo in "Papa Papoea" (1980)om de kroonjuwelen van Papa Papoea te stelen. In "De Vierkante Mannen" (1980) ontsnapt hij uit de gevangenis, maar tegen het einde van het album zit hij alweer terug achter de tralies. In "Het Gouden Hart" (1981) steelt Ricardo verschillende gouden harten van Piet Peerdezaag en in "De Gouden Patatten" (1984) Nero's gouden aardappelen. Ricardo blijkt in "De Zwarte Toren" (1983) in de Zwarte Toren van Brussel te verblijven waar een schat is verborgen. In "Het Jaar van Ricardo" (1987) komt hij met een groot plan om Nero's fortuin te stelen, maar hij trekt uiteindelijk aan het kortste eind. Hij besluit aan het einde van het album België te verlaten en terug te keren naar zijn vaderland. Niet voor lang, want in "De Kleine Pieterman" (1987-1988) is hij alweer terug om een kostbare vis te stelen die bestemd is voor keizer Hirohito, maar hij wordt al vroeg in het verhaal uitgeschakeld. Ricardo lijkt in "De Gelukbrenger" (1988) eindelijk zelf geluk te hebben. Hij slaagt erin een loterijbriefje met een winnende combinatie in handen te krijgen, maar stort in de vulkaan Vesuvius waardoor hij enkele albums lang dood lijkt te zijn.
Van Zwam ontdekt in "De Drie Wrekers" (1992) echter dat Ricardo nog leeft en zelfs meewerkt met de slechteriken Ratsjenko en Matsuoka om Nero in te vriezen. Ricardo steelt in "De Kroon van Elizabeth" (1993) de kroon van de Britse koningin Elizabeth II en in "De Steen van Abraham" (1993) ontvoert hij Tuizentfloot die een diamant uit de kroon heeft ingeslikt. In "De Hond van Pavlov" (1994) wordt hij dan weer ingeschakeld door Charles-Louis Pavlov om met een hondje Nero's neus af te bijten. Geeraard de Duivel is zijn opdrachtgever in "De Duivelsklauw" (1995) en in "Operatie Ratsjenko" (1996) werkt hij opnieuw samen met Matsuoka en Ratsjenko. Als Tuizentfloot in "De Roos van Sakhti" (1996) de Midasziekte krijgt en alles wat hij aanraakt in goud verandert, wordt hij door Ricardo ontvoerd. In het allerlaatste album uit de reeks, "Zilveren Tranen" uit 2002, besluit hij samen met alle grote slechteriken uit de Nero-reeks Nero definitief uit te schakelen, maar hij komt hierbij om het leven.

## Referentie
1. ↑  Ricardo op stripverhalen.net